# August Thara
August Thara (1849. — 1896.), arhitekt, nacionalnošću njemački Rus, po drugim vrelima šleski Nijemac. Djelovao je u doba Austro-Ugarske. Zbog srčanih problema, preselio se u južnije krajeve, u Split. U Splitu je napravio jedan ljetnikovac. Po Dalmaciji i Zapadnoj Hercegovini projektirao je skoro sve duhanske postaje (režije duhana). Prepoznatljiv je po drvenom pročelju na zgradama menza ili upravnih zgrada, koje sliče pročeljima alpskih kuća.

## Životopis
Rodio se je u pruskome glavnom gradu Königsbergu, današnjem Kalinjingradu. Došavši u Split zbližio se je s prvim gradonačelnikom ponarođenog Split, istaknutim domoljubnim političarem i preporoditeljem Hrvata u Dalmaciji, Gajom Bulatom iz Narodne stranke.
Bulat je Thari ustupio dio svoga terena za gradnju kuće. Postoji mogućnost da mu mu je Thara zauzvrat projektirao vilu u neposrednoj blizini,:34., iako je vjerojatnije da je arhitekt vile Gaje Bulata zapravo Juraj Botić. Neki Tharini projekti proglašeni su kulturnim dobrom, poput zgrade Zavičajnog muzeja u Imotskom, dio kompleksa Režije duhana. Thara je bio u početku i zakupac nekih od tih objekata, poput onog u Imotskom.
Vila, koju je gradio za sebe u Splitu nalazi se nekoliko desetaka metara udaljen od vile Gaje Bulata, za koju se percipiralo da ju je gradio Thara, i vile Plevne.:36., 42.-43.

## Djela
Neka od zgrada koje je projektirao August Thara:
- Vila Plevna u Splitu
- Vila Gaje Bulata u Splitu (sporno)
- Kompleks objekata Režije duhana u Imotskom
- Zgrada Zavičajnog muzeja u Imotskom